# 戸上信文
戸上 信文（とがみ のぶふみ、1895年（明治28年）5月13日 - 1967年（昭和42年）8月9日）は、日本の技術者、実業家、経営者、戸上電機製作所創業者、日本タングステン創業者。

## 来歴
1895年（明治28年）熊本県に生まれる。電機学校（現・東京電機大学）卒業後、佐賀市の日本電機鉄工（製麺機の発明で知られる真崎照郷が設立した真崎鉄工場から製麺機以外の電気機械や高圧タービンポンプ部門を引き継いだ企業。社長は藤山雷太。真崎照郷も相談役に就任していた。）の技師時代に自動開閉器配電装置を開発したことで1919年（大正8年）に自動開閉器部を社内に設える事となり、これが戸上電機の源流となった。
1923年（大正12年）に交流電磁石実用化を契機に、1本の回線から昼間線と夜間線を自動的に切り替える「戸上式自動配線装置」と呼ばれる配電装置を考案した。当時、この装置は日本だけでなく、英国、フランス、イタリア、ドイツなど海外でも特許を取得。独立して1925年（大正14年）3月12日、自動配電装置の製造販売を目的として株式会社戸上電機製作所を設立。

昭和恐慌のころには日本電機鉄工の自動開閉器部門を吸収した。勲三等瑞宝章、緑綬褒章を受章。1933年（昭和8年）には戸上式配電装置、戸上式電気分配装置などの発明が全国発明表彰で有功賞を受賞した。佐賀県商工会議所連合会長を歴任。